# Prakšice
Prakšice är en ort i Tjeckien.   Den ligger i distriktet Okres Uherské Hradiště och regionen Zlín, i den östra delen av landet, 260 km öster om huvudstaden Prag. Prakšice ligger 233 meter över havet och antalet invånare är 940.
Terrängen runt Prakšice är lite kuperad. Runt Prakšice är det ganska tätbefolkat, med 166 invånare per kvadratkilometer. Närmaste större samhälle är Zlín, 17,7 km norr om Prakšice. Trakten runt Prakšice består till största delen av jordbruksmark.